# Gevrey-Chambertin
Gevrey-Chambertin je naselje in občina v francoskem departmaju Côte-d'Or regije Burgundije. Leta 2006 je naselje imelo 3.138 prebivalcev.

## Geografija
Kraj leži v pokrajini Burgundiji, 13 km južno od središča Dijona.

## Uprava
Gevrey-Chambertin je sedež istoimenskega kantona, v katerega so poleg njegove vključene še občine Barges, Bévy, Brochon, Broindon, Chambœuf, Chambolle-Musigny, Chevannes, Clémencey, Collonges-lès-Bévy, Corcelles-lès-Cîteaux, Couchey, Curley, Curtil-Vergy, Détain-et-Bruant, Épernay-sous-Gevrey, L'Étang-Vergy, Fénay, Fixin, Messanges, Morey-Saint-Denis, Noiron-sous-Gevrey, Quemigny-Poisot, Reulle-Vergy, Saint-Philibert, Saulon-la-Chapelle, Saulon-la-Rue, Savouges, Segrois, Semezanges, Ternant in Urcy s 14.950 prebivalci.
Kanton Gevrey-Chambertin je sestavni del okrožja Dijon.

## Zanimivosti
- srednjeveška trdnjava Château de Gevrey-Chambertin iz 11. do 13. stoletja, francoski zgodovinski spomenik. Danes se graščina nahaja znotraj vinogradniškega obmoćja Chambertin in je del turistične poti po Burgundiji Route des Grands Crus.
- cerkev sv. Anijana,

## Pobratena mesta
- Nierstein (Porenje - Pfalška, Nemčija),
- Spy (Valonija, Belgija).